# BHB Brauholding Bayern-Mitte
Pour les articles homonymes, voir BHB.
 (mars 2021).
Si vous disposez d'ouvrages ou d'articles de référence ou si vous connaissez des sites web de qualité traitant du thème abordé ici, merci de compléter l'article en donnant les références utiles à sa vérifiabilité et en les liant à la section « Notes et références ».
La BHB Brauholding Bayern-Mitte AG est un groupe allemand de sociétés du secteur des boissons basé à Ingolstadt. Le titre est coté à la Bourse de Munich depuis le 8 juillet 2010 dans le segment de taille moyenne Maccess.

## Organisation
L’activité brassicole est exercée par Herrnbräu GmbH & Co. KG. Les bières sont produites sous la marque Herrnbräu. Les boissons non alcoolisées sont produites sous le nom de Bernadett Brunnen. En 2008, les droits de marque de l'ancienne brasserie Ingobräu sont acquis. Pour les marques externes, les bières sont produites et distribuées par les brasseries Gritschenbräu (Schrobenhausen, depuis 2009), Leitner-Bräu (Schwabach, depuis 2010) et Schlossbrauerei Herrngiersdorf (depuis 2014).
Les principales zones de vente sont les districts de Haute-Bavière et de Souabe vers Ingolstadt et Schrobenhausen et la région de la Souabe, mais il y a des exports en Italie et en Pologne. En plus des brasseries, les brasseries comprennent également des restaurants de brasseries.
BHB est détenue à 35,5% par BBI Bürgerliches Bräuhaus Immobilien AG, Ingolstadt et à 9,7% par la direction de BHB, dont 54,8% sont en capital flottant.
Le chiffre d'affaires de BHB s'est élevé à 16,1 millions d'euros en 2011 et les ventes de boissons à 214 000 hectolitres (dont une grande partie de la production propre, une proportion mineure du commerce avec des marques externes).